# La Higuera (Bolivia)
La Higuera es una pequeña localidad de los valles de Bolivia, ubicada al centro del país. Se encuentra en el municipio de Pucará al sur de la provincia de Vallegrande en el departamento de Santa Cruz, a una distancia de 60 km de la ciudad de Vallegrande. Cuenta con una población de un poco más de 100 habitantes.
Se encuentra en las estribaciones de los Andes a una altitud de 2.160 m s. n. m..

## Toponimia
La Higuera debe su nombre a la abundante existencia, en épocas pasadas, del árbol del mismo nombre, cuyo fruto es el higo.

## Muerte del Che Guevara

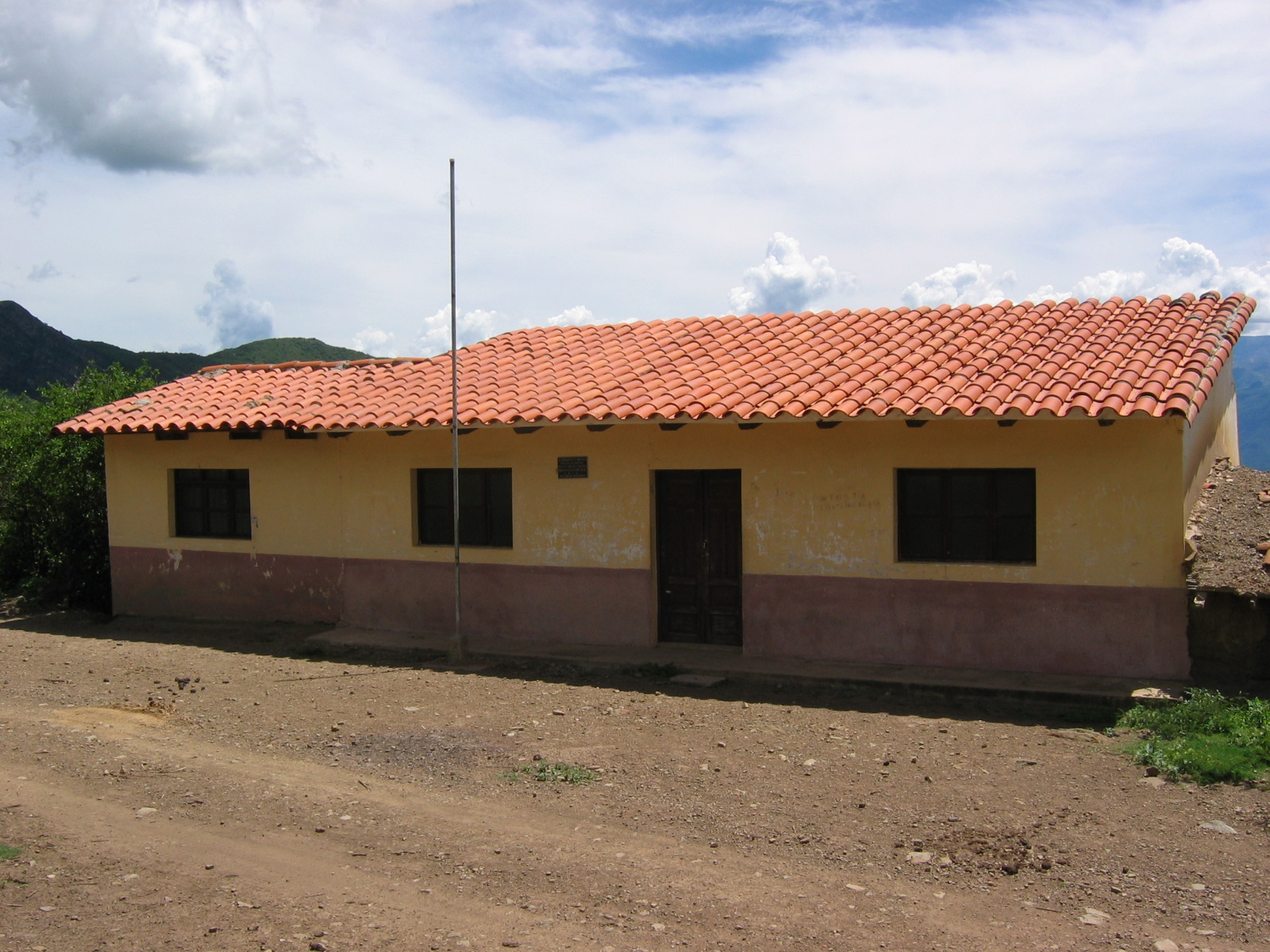
Escuela de La Higuera, donde estuvo prisionero y murió el Che Guevara.

La localidad es conocida por ser el lugar donde, el 9 de octubre de 1967, el sargento Mario Terán ejecutó en la escuela de la Higuera a Che Guevara (39), líder del Ejército de Liberación Nacional de Bolivia (Guerrilla de Ñancahuazú), y a su compañero de armas Simeón Willy Cuba-Sanabria (32) después de la batalla de la quebrada del Yuro, cuando fue herido y apresado, disolviéndose así el grupo tras dos años de enfrentamiento.
En la escuela donde fue ejecutado en la actualidad funciona un museo en su memoria. Por todo el pueblo hay inscripciones, monumentos y homenajes al guerrillero argentino-cubano.
El 9 de octubre de 2016 se realizó en La Higuera un homenaje al Che en el que participaron dos centenares de personas, entre ellas el ministro de Cultura de Cuba, Abel Nieto.

## Transporte
La Higuera se encuentra a 315 kilómetros por carretera al suroeste de Santa Cruz de la Sierra, capital del departamento del mismo nombre.
La ruta troncal asfaltada Ruta 7 conduce al oeste de Santa Cruz hacia Cochabamba y luego de 187 kilómetros vía Samaipata y La Angostura llega al pequeño pueblo de Mataral. Desde allí, la Ruta 22 se bifurca en dirección sur y luego de 61 km conduce por Vallegrande a Guadalupe. Aquí se encuentra el punto de partida de la Ruta 38 (“Ruta del Che”), recién establecida en 2004, que cruza el río Grande en dirección oeste después de 74 kilómetros, y desde donde un camino lateral conduce hacia el sur hasta llegar a La Higuera.